# Ильич (Гомельский район)
Ильич (бел. Ільі́ч) — посёлок в Улуковском сельсовете Гомельского района Гомельской области Республики Беларусь.

## География

### Расположение
В 3 км на восток от Гомеля, 6 км от железнодорожной станции Гомель.

### Гидрография
На реке Сож (приток реки Днепр).

## Транспортная сеть
Автодорога связывает посёлок с Гомелем. Планировка состоит из прямолинейной улицы, ориентированной с юго-востока на северо-запад, к которой на севере присоединяется короткая прямолинейная улица. Застройка деревянная усадебного типа.

## История
Обнаруженные археологами поселения позднего этапа зарубинецкой культуры (II—V столетия н. э., на западной окраине, со стороны надпоймовой террасы левого берега реки), поселение эпохи Киевской Руси (в 1 км на юг деревни, в урочище Горелый Олёс), стоянки VIII—V тысячелетий до н. э. эпохи мезолита (в 0,8 км на юг от деревни, на юго-западной окраине деревни, 1,2 км на юг от деревни, 0,4 км на юго-запад от деревни) свидетельствуют о заселении этих мест с давних времён.
По письменным источникам известен с XIX века как село Клёнки в Гомельском уезде Могилёвской губернии. В 1931 году жители посёлка вступили в колхоз. Во время Великой Отечественной войны в сентябре 1943 года немецкие оккупанты полностью сожгли посёлок и убили 2 жителей. В 1959 году в составе племзавода «Берёзки» (центр — деревня Берёзки). Размещаются начальная школа, фельдшерско-акушерский пункт.

## Население

### Численность
- 2004 год — 99 хозяйств, 268 жителей

### Динамика
- 1926 год — 51 двор, 260 жителей
- 1940 год — 70 дворов, 315 жителей
- 1959 год — 404 жителя (согласно переписи)
- 2004 год — 99 хозяйств, 268 жителей

## Достопримечательность
- Курганный могильник периода раннего средневековья (X—XIII вв.), около центра активного отдыха «Боровая», в урочище Боровое, 5 км на север от посёлка Ильич —  Историко-культурная ценность Республики Беларусь, шифр 313В000211.

## Известные уроженцы
- Семенцов, Михаил Иванович — Герой Советского Союза (его именем названа одна из улиц посёлка).